# 拿騷的索菲亞
拿騷的索菲亞（德語：Sophia Wilhelmine Marianne Henriette von Nassau；1836年7月9日—1913年12月30日），瑞典王后，丈夫是瑞典與挪威國王奧斯卡二世。
1839年，索菲亞同父異母的哥哥阿道夫繼承父親成為拿騷公爵。1866年，拿騷公國被普魯士王國併吞，阿道夫在隔年正式放棄拿騷公爵爵位。

## 家庭
1857年，索菲亞與瑞典的奧斯卡王子結婚，共有四個兒子：
- 奥斯卡·古斯塔夫·阿道夫（Oscar Gustaf Adolf，1858年6月16日－1950年10月29日），瑞典國王
- 奥斯卡·卡尔·奥古斯特（Oscar Carl August，1859年－1953年），原為哥德蘭公爵，後為維斯堡伯爵
- 奥斯卡·卡爾·威尔海姆（Oscar Carl Vilhelm，1861年－1951年），西約特蘭公爵
- 尤金·拿破仑·尼库劳斯（Eugen Napoleon Nicolaus，1865年－1947年），內爾徹公爵